# Dorota Banaszewska
Dorota Banaszewska – polska profesor nauk rolniczych w dyscyplinie zootechnika. Profesor Uniwersytetu Przyrodniczo-Humanistycznego w Siedlcach, od 2020 dyrektorka Instytutu Zootechniki i Rybactwa tamże.

## Życiorys
W 1995 ukończyła zootechnikę na Wyższej Szkoły Rolniczo-Pedagogicznej w Siedlcach. W 2003 uzyskała stopień doktora nauk rolniczych w dyscyplinie zootechnika na podstawie napisanej pod kierunkiem  rozprawy zatytułowanej „Ocena dojrzałości rozpłodowej i przydatności do inseminacji knurów różnych ras na podstawie zmian jakości ejakulatów” napisanej pod kierunkiem Stanisława Kondrackiego. Stopień doktor habilitowanej nauk rolniczych w dyscyplinie zootechnika uzyskała w 2016 na podstawie dzieła pt. „Rola techniki barwienia w ocenie plemników ssaków”. W 2024 otrzymała tytuł profesora nauk rolniczych.

## Działalność naukowa
Jej działalność naukowa skupia się głównie wokół tematyki rozrodu zwierząt, wpływu wybranych czynników warunkujących parametry ilościowe i jakościowe komórek rozrodczych oraz chowu i hodowli drobiu.

## Nagrody i odznaczenia
Odznaczona Medalem Brązowym Za Długoletnią Służbę oraz Medalem za Zasługi dla Siedleckiej Uczelni.